# Jean-Baptiste Frédéric Ortoli
Jean-Baptiste Frédéric Ortoli (1861-1907) est un homme de lettres corse, folkloriste distingué.

## Biographie
Frédéric Ortoli, né à Olmiccia-di-Tallano en Corse le 9 décembre 1861, est le fils de Antoine-Lucien Ortoli, poète à ses heures, auteur de Scherzi (Paris, 1891). Le fils a pris rapidement le goût des lettres de son père en suivant des études littéraires sur le continent pour se consacrer pleinement à sa passion.
Suivant les encouragements de l'académicien Gaston Paris, il publie en 1883 son premier ouvrage en l'honneur de son île natale Les Contes populaires de l'île de Corse (Paris, Éd. Maisonneuve, tome XVI de la Collection des Littératures de toutes les nations). L'accueil de cet ouvrage est si favorable, qu'il persiste dans cette voie en 1887 avec Les Voceri de l'île de Corse (Paris, Éd. Ernest Leroux, tome X de la Collection des Contes et chansons populaires). Ces deux ouvrages le consacrent comme le premier folkloriste à étudier réellement les traditions et la littérature populaire de l'île méditerranéenne.
Après ce travail d'érudition, il se lance dans la littérature destinée à la jeunesse en publiant plusieurs ouvrages dont Les Contes du capitaine (Paris, 1886, Éd Picard-Bernheim), Les Contes de la veillée (même année, même éditeur), Le Monde enchanté (Paris, 1897, Éd. Delagrave).
Changeant de cap à nouveau, il se lance dans un nouveau travail d'études pour publier en 1890 un ouvrage à caractère ecclésiastique Les Conciles et Synodes dans leurs rapports avec le Traditionnisme (Paris, Éd. Maisonneuve).
Il meurt à Paris 9e le 6 juin 1907.

## Pour approfondir